# Rinaldo Luís Dias Amorim
Rinaldo Luís Dias Amorim, beter bekend als Rinaldo (Jurema, 19 februari 1941) is een voormalig Braziliaanse voetballer.

## Biografie
Rinaldo begon zijn carrière bij Náutico, een van de drie grote clubs uit Recife.  Hij won er het Campeonato Pernambucano mee in 1960 en 1963. Van 1964 tot 1967 speelde hij voor Palmeiras en won er in 1965 het Torneio Rio-São Paulo in 1966 het Campeonato Paulista en in 1967 de Taça Brasil, de landstitel. De rest van het seizoen dat jaar speelde hij bij Fluminense. De volgende jaren speelde hij voor de kleinere clubs Auto Esporte en Treze. In 1971 speelde hij voor Coritiba. Een jaar later beëindigde hij zijn carrière bij União Barbarense.
Op 30 mei 1964 speelde hij zijn eerste interland voor Brazilië in een vriendschappelijke wedstrijd tegen Engeland, dat met 5-1 verloor van de Brazilianen. Hij scoorde twee keer in zijn debuutwedstrijd. Zijn laatste wedstrijd was een vriendschappelijke wedstrijd tegen Chili op 19 september 1967, die Brazilië met 1-0 won.